# Ballyronan
Ballyronan es una localidad situada en el condado de Londonderry, en Irlanda del Norte (Reino Unido). Según el censo de 2021, tiene una población 613 habitantes.
Está ubicada en el centro de Irlanda del Norte, a poca distancia al oeste del lago Neagh, el mayor de las islas británicas.